# Oratio de hominis dignitate
Oratio de hominis dignitate («discurs sobre la dignitat de l'home» o «la dignitat humana») és una obra filosòfica escrita en llatí el 1486 pel destacat humanista Giovanni Pico della Mirandola. Des de la primera edició de les obres completes d'aquest autor la denominen Oratio elegantissima, en oposició amb altres dels seus textos, anomenats Epistolae elegantes.
Va constar com a preparació a la «disputa» que estava previst celebrar-se a l'Epifania de 1497, i que no va tenir lloc per decisió del papa Innocenci VIII, que va encarregar a una comissió estudiar el llibre de Pico. La comissió en va trobar alguna de les seves tesis contràries la doctrina cristiana, i l'autor va compondre una Apologia o defensa que reproduïa gairebé textualment la segona part de la Oratio. La publicació completa de la Oratio es va produir amb les obres completes Opera Omnia el 1496, dos anys després de la seva mort, a iniciativa d'un parent seu, Gian Francesco Pico. L'addició al títol de la crucial referència a la «dignitat humana» (de hominis dignitate) es fa en edicions posteriors.

## Contingut
El text s'estructura en 900 tesis, enfocades a demostrar la potència de l'intel·lecte i situar l'home en el centre de l'Univers: dissenyen un antropocentrisme enfront del teocentrisme de la filosofia medieval, el que va produir una certa controvèrsia. Ha estat qualificat com «el manifest del Renaixement».
| «                                                                                                   | Magnum, o Asclepi, miraculum est homo ("Gran miracle és l'home, oh, Asclepio!") | » |
| — Cita d'Hermes Trismegist amb la que comença la Oratio Ioannis Pici Mirandulani Concordiae Contis. |                                                                                 |   |

Elogia immensament la capacitat intel·lectiva i deductiva de l'ésser humà. Concep la intel·ligència com ara llibertat, un medi de formular conceptes per condicionar el futur en el bo i el dolent. És aquesta capacitat la que distingeix l'home dels altres éssers vius i el fa superior a ells. El coneixement i la saviesa usen l'estudi i la filosofia com a medi -optant aquí pel neoplatonisme agustinià i no per l'aristotelisme-; només així home i coneixement seran la mateixa cosa, elevant-se a un grau superior que l'iguala amb Déu i amb els àngels.

## Edicions antigues
- Opera omnia, 1506.
- Opera omnia Ioannis Pici Mirandulae ...: sunt autem haec quae ab hoc autore ... scripta sunt Heptaeus de Dei creatoris sex dierum opere Geneseos ..., Heinricum Petri, 1557.

## Edicions actuals
- Discurs sobre la dignitat de l'home, ed. y tr. Antoni Seva, Universitat de València, 2004, ISBN 9788437059112
- Discurso sobre la dignidad del hombre, UNAM, 2004, ISBN 9703207812
- Oratio De hominis dignitate, testo latino a fronte, a cura di Eugenio Garin, Edizioni Studio Tesi, Pordenone 1994 ISBN 88-7692-403-5
- De la dignité de l'homme, tr. y ed. Yves Hersant, Éditions de l'éclat, 1993, ISBN 9782905372758.
- Oration on the Dignity of Man, Regnery Publishing, 2012, ISBN 9781596983014.
- Über die Würde des Menschen: (De dignitate hominis)[Enllaç no actiu]. Lat.-Dt. Norbert Baumgarten, August Buck; Meiner, F, 1990, ISBN 9783787309597
- Om menneskets værdighed, ed. Jørgen Juul Nielsen, Museum Tusculanum Press, 1989, ISBN 9788772890647